# 关于预防、禁止和惩治贩运人口特别是妇女和儿童行为的补充议定书
《关于预防、禁止和惩治贩运人口特别是妇女和儿童行为的补充议定书》（简称《人口贩运议定书》或《联合国TIP议定书》）是联合国打击跨国有组织犯罪公约的一项议定书。它是三个联合国打击跨国有组织犯罪公约的补充议定书之一，另两个分别是《关于打击陆、海、空偷运移民的补充议定书》和《关于打击非法制造和贩运枪支及其零部件和弹药的补充议定书》。
该议定书于2000年由联合国大会通过，并于2003年12月25日生效。截至2022年11月，共有180个缔约方批准该议定书。
联合国毒品和犯罪问题办公室（UNODC）负责执行该议定书，为各国提供起草法律、制定全面的国家反人口贩运战略以及提供资源以实施这些措施的实际帮助。2009年3月，UNODC发起了蓝心运动，以打击人口贩运，提高公众意识，鼓励参与并激发行动。
议定书缔约国需要采取措施，预防和打击贩卖人口，保护和援助受害者。

## 议定书内容
该议定书涵盖以下内容：
- 确定人口贩卖犯罪；要被视为人口贩运，必须符合三个条件：行为（如招募）、手段（如使用暴力或欺骗）和目的（如强迫劳动）

“人口贩运”是指通过威胁、使用武力或其他形式的胁迫、绑架、欺诈、欺骗、滥用权力或利用受害者的脆弱性，或给予或接受款项或利益以获取对另一人的控制权，以此招募、运输、转移、窝藏或接收人员，目的在于剥削。剥削至少包括剥削他人卖淫或其他形式的性剥削、强迫劳动或服务、奴役或类似奴役的行为、奴役状态或摘取器官……如上述手段之一已被使用，则人口贩运受害者对其被剥削的同意应被视为无关紧要。
- 促进跨境贩运儿童受害者的回归和接收，并充分考虑其安全
- 禁止贩卖儿童（定义为18岁以下人员），用于儿童商业性剥削（CSEC）、剥削性劳动或摘取人体器官
- 暂停涉及贩卖儿童的父母、监护人或任何其他拥有监护权者的监护权
- 确保人口贩运的定义反映对儿童的特别保护需求，包括适当的法律保护
- 确保被贩运者不会因其被贩运而参与的活动或违法行为（如卖淫和移民违规）受到惩罚
- 确保被贩运者不会被驱逐或遣返，如果有合理理由怀疑这种遣返会对受害者或其家人构成重大安全风险
- 考虑允许被贩运者在过境国或目的国暂时或永久居留，以换取对涉嫌人口贩运者的证词，或基于人道主义和同情理由
- 规定对因加重情节被定罪的贩运人员施加相应的刑事处罚，包括涉及贩运儿童的罪行或涉及国家官员共谋的罪行
- 规定没收用于贩运或相关犯罪的工具和收益，并将其用于受害者的利益

该公约及议定书要求缔约国制定本国人口贩运立法。

## 地区层面的反人口贩运行动
2005年5月16日，《欧洲理事会打击贩运人口行动公约》在华沙开放供各国签署。该公约设立了打击人口贩运行动专家组（GRETA），通过国家报告监督公约的实施。截至2016年1月，已有45个欧洲国家签署并被批准加入公约，另有1个国家（土耳其）已签署但尚未批准。
《欧洲委员会保护儿童免受性剥削与性虐待公约》（2007年10月25日，兰萨罗特）提供了补充保护。
此外，欧洲人权法院（欧洲委员会设于斯特拉斯堡的机构）已作出涉及人口贩运的判决，认定违反了《欧洲人权公约》的案件：2005年7月26日的Siliadin诉法国案，以及2010年1月7日的Rantsev诉塞浦路斯和俄罗斯案。
欧洲委员会与联合国保持密切合作。